# Йозеф Гассман
Йозеф Гассман (нім. Josef Hassmann, 21 травня 1910 — 1 вересня 1969) — австрійський футболіст, що грав на позиції нападника, зокрема, за клуби «Адміра» (Відень) та «Рапід» (Відень), а також національну збірну Австрії.
Дворазовий чемпіон Австрії. Володар Кубка Австрії. 

## Клубна кар'єра
У футболі дебютував 1926 року виступами за клуб «Адміра» (Відень), в якому провів п'ять сезонів. За цей час двічі виборював титул чемпіона Австрії.
Згодом з 1931 по 1941 рік грав у складі команд «Відень» та «Вінер Лінен».
Своєю грою за останню команду привернув увагу представників тренерського штабу клубу «Рапід» (Відень), до складу якого приєднався 1941 року. Відіграв за віденську команду наступні два сезони своєї ігрової кар'єри.
Протягом 1945 року знову захищав кольори «Вінер Лінен».
Завершив професійну ігрову кар'єру у клубі «Газверк», за команду якого виступав протягом 1945 року.

## Виступи за збірну
1934 року дебютував в офіційних матчах у складі національної збірної Австрії. Протягом кар'єри у національній команді провів у її формі 2 матчі.
Був присутній в заявці збірної на чемпіонаті світу 1934 року в Італії, але на поле не виходив.
Помер 1 листопада 1969 року на 60-му році життя.

## Титули і досягнення
- Чемпіон Австрії (2):

«Адміра» (Відень): 1926-1927, 1927-1928
- Володар Кубка Австрії (1):

«Адміра» (Відень): 1927-1928